# Square Georges-Lesage
Le square Georges-Lesage est une voie située dans le quartier des Quinze-Vingts du 12e arrondissement de Paris.

## Situation et accès
Le square est une voie en « T » débouchant sur l'avenue Ledru-Rollin en son début. 
Le square Georges-Lesage est accessible à proximité par la ligne de métro 5 à la station Quai de la Rapée.

## Origine du nom
Il doit son nom à l'architecte Georges Lesage.

## Historique
Cette voie est classée dans la voirie parisienne par arrêté municipal du 17 juin 1991.